# آگوست نیلسون
آگوست نیلسون (سوئدی: August Nilsson; ۱۵ اکتبر ۱۸۷۲ – ۲۳ مهٔ ۱۹۲۱) ورزشکار دو و میدانی و ورزشکار طناب‌کشی اهل سوئد بود.
از افتخارات وی میتوان به کسب مدال طلا طناب‌کشی مردان در بازی‌های المپیک تابستانی ۱۹۰۰ اشاره کرد.